# Margunn Bjørnholt

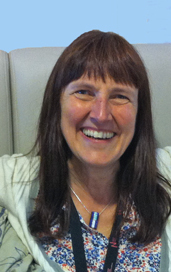
Margunn Bjørnholt, 2014

Margunn Bjørnholt (* 9. Oktober 1958 in Bø, Telemark) ist eine norwegische Soziologin und Ökonomin. Sie ist Forschungsprofessorin am Norwegischen Zentrum für Gewalt und traumatischen Stress (Nasjonalt kunnskapssenter om vold og traumatisk stress, NKVTS) und Professorin für Soziologie an der Universität Bergen.
Ihre Forschungsschwerpunkte sind Gewalt gegen Frauen, Migration, Gleichstellung der Geschlechter, Männerforschung und vergleichbare Themen. Ihre jüngste Forschung beschäftigt sich mit Fragen von Geschlecht, Gewalt und Macht, einschließlich sexueller und geschlechtsspezifischer Gewalt gegen Migrantinnen und Flüchtlinge. Zuvor hat sie sich mit ethischem Bankwesen, Geld und Geldsystemen sowie mit Management und organisatorischem Wandel im öffentlichen Sektor beschäftigt. Sie ist ehemalige Präsidentin der Norsk Kvinnesaksforening und der Norges kvinnelobby.

## Leben
Sie studierte Ökonomie, Regionalplanung, Politik und Zeitgeschichte; sie hat einen cand.mag.-Abschluss von der Universität Tromsø (1981), einen Master in europäischen Wirtschaftsstudien vom College of Europe (1982), einen mag.art. in Wirtschaftssoziologie von der Universität Oslo (1995) mit einer Dissertation über Mikrofinanzierung und ethisches und zinsloses Bankwesen, und einen Doktorgrad auf dem Gebiet der Männerforschung von der Universität Örebro (2014), mit einer Dissertation zu „Moderne Männer“. Die Dissertation, die von der Psychologin Margot Bengtsson beeinflusst und beraten wurde, beschäftigt sich mit sozialpsychologischen und soziologischen Perspektiven auf intergenerative Übertragung und sozialen Wandel. 2015 wurde ihr die ordentliche Professorenkompetenz verliehen.
Sie arbeitete beim Distriktentwicklungsfonds, dem Nationalen Institut für Technologie und als Partnerin in einer Beratungsfirma, die regionale Entwicklung und weibliches Unternehmertum fördert. Ab 1993 war sie mit dem „Projekt für eine alternative Zukunft“ verbunden, einem Forschungsprogramm am heutigen Zentrum für Entwicklung und Umwelt der Universität Oslo. Seit 1997 arbeitet sie als Forscherin an verschiedenen Forschungseinrichtungen, u. a. am Arbeitsforschungsinstitut und an der Universität Oslo. Seit 2016 ist sie Forschungsprofessorin am Norwegischen Zentrum für Gewalt und traumatischen Stress (NKVTS) und seit 2021 auch Professorin für Soziologie an der Universität Bergen.
Sie war als unabhängige Expertin für Geschlechtergleichstellung für die Europäische Kommission tätig und war Gastwissenschaftlerin am Feminism and Legal Theory Project an der Emory University School of Law, im Rahmen des GEXcel International Collegium for Advanced Transdisciplinary Gender Studies und am Centre for Law and Social Justice an der University of Leeds. Sie war Mitglied von Anne Hellums Forschungsgruppe Rights, Individuals, Culture and Society an der juristischen Fakultät der Universität Oslo und ist Mitglied des Expertenkomitees von Rethinking Economics in Norwegen. Sie unterrichtet Studenten in Soziologie und Psychologie an der Universität Oslo.

### Politisches und gesellschaftliches Engagement

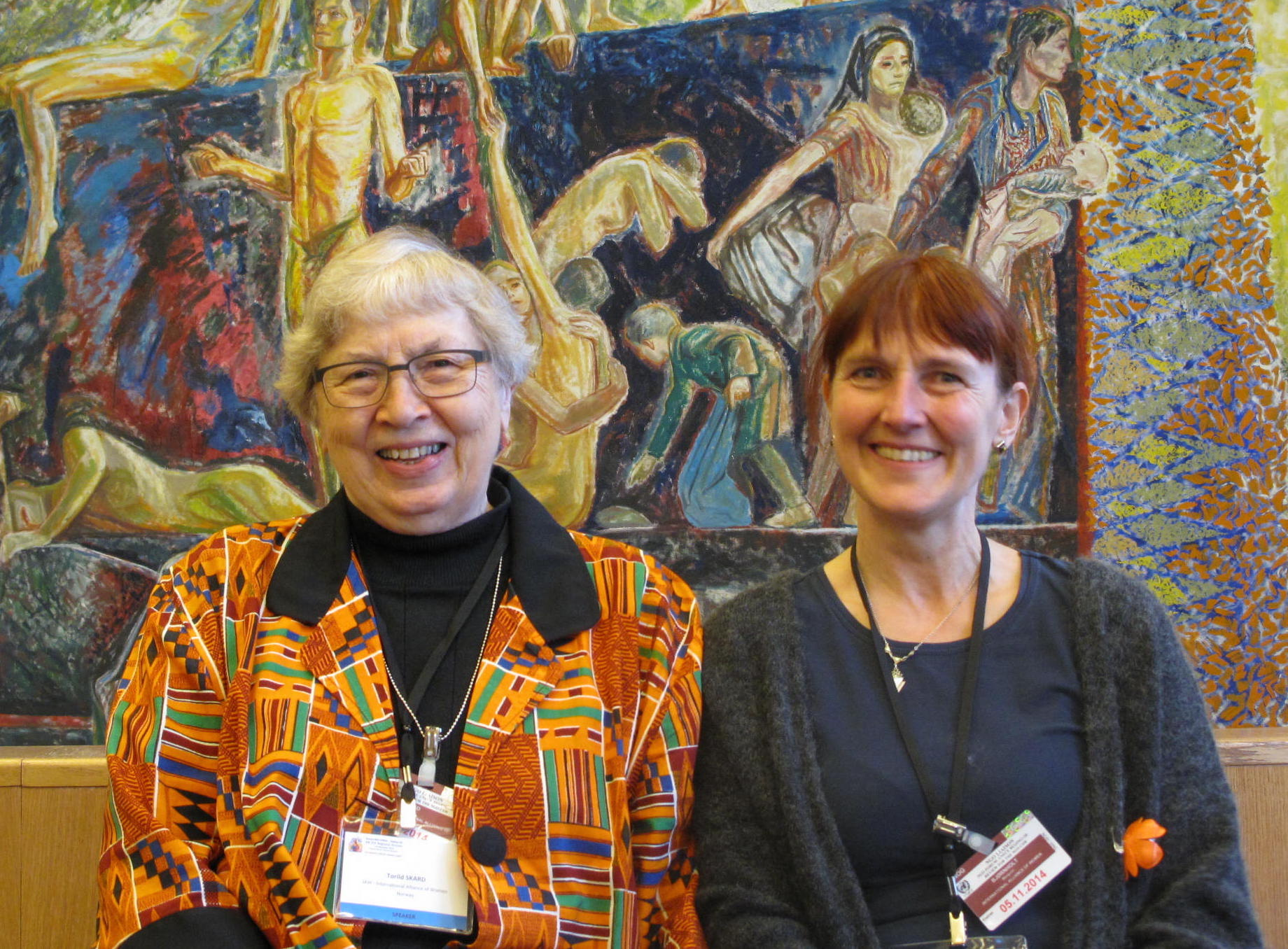
NKF-Präsidentin Margunn Bjørnholt (rechts) und die ehemalige NKF-Präsidentin Torild Skard vor dem Gemälde The Dream of Peace, Palais des Nations, Genf, 2014

Sie war in den frühen 1980er Jahren Journalistin für den feministischen Radiosender radiOrakel. In den frühen 1990er Jahren war sie in der ethischen Bankenbewegung als Vorsitzende einer Arbeitsgruppe involviert, die versuchte, in Norwegen eine Bank nach dem Vorbild und in Zusammenarbeit mit der JAK Mitgliedsbank in Schweden zu gründen. Sie war von 2013 bis 2016 Präsidentin der Norsk Kvinnesaksforening (Norwegischen Frauenrechtsvereinigung) und von 2014 bis 2016 der Norges kvinnelobby (Norwegischen Frauenlobby). Sie wurde von der norwegischen Regierung als Mitglied der norwegischen Delegation bei der 59. und 60. Tagung der UNCSW ernannt. Sie kandidierte bei den Kommunalwahlen 2015 für die Miljøpartiet De Grønne.

## Forschung
Bjørnholts Forschungsinteressen umfassen Gewalt gegen Frauen, Migration, Gleichstellung der Geschlechter, Männerforschung und vergleichbare Themen, zu denen sie umfangreich in diversen Zeitschriften veröffentlicht hat.
Ihre Forschung in den 1990er Jahren konzentrierte sich auf ethisches Bankwesen, Geld und Geldsysteme. Ab Ende der 1990er Jahre konzentrierte sie sich auf Management und organisatorischen Wandel im öffentlichen Sektor, insbesondere auf organisatorische und räumliche Flexibilität. Ihre Forschungen zum Arbeitsleben führten sie zu den Themen Arbeit und Familie und Männerstudien, und seit den 2000er Jahren hat sie zahlreiche Publikationen über Veränderungen der Praktiken von Männern im Spannungsfeld Arbeit, Familie und Geschlechtern veröffentlicht, wobei sie sozialpsychologische und soziologische Perspektiven auf die intergenerationale Übertragung und den sozialen Wandel anwendet.
Seit den 2010er Jahren konzentriert sich ihre Forschung auf Fragen von Geschlecht, Gewalt und Macht. Sie hat mehrere Forschungsprojekte am NKVTS geleitet, die vom Ministerium für Justiz und öffentliche Sicherheit finanziert wurden, darunter ein Projekt über Gewalt in der Intimsphäre. Sie leitet den norwegischen Teil eines von der EU finanzierten Forschungsprojekts über sexuelle und geschlechtsspezifische Gewalt gegen Migrantinnen und Flüchtlinge, in Zusammenarbeit mit Jane Freedman, Ruth Halperin-Kaddari und Forschern in sechs anderen Ländern in Europa, dem Nahen Osten und Kanada. Ziel des Projekts ist es, politische Empfehlungen zu geben, um die Anfälligkeit von Frauen für sexuelle und geschlechtsspezifische Gewalt zu verringern.
Weitere Forschungsfelder sind Theorien der sozialen Gerechtigkeit, des Wohlfahrtsstaates, der Menschenrechte und der feministischen Ökonomie. Sie arbeitet seit einigen Jahren mit der amerikanischen Rechtstheoretikerin Martha Albertson Fineman zusammen und gab 2013 eine Ausgabe der Zeitschrift Retfærd zu Finemans Vulnerabilitätstheorie heraus.

## Veröffentlichungen (Auswahl)
Eine vollständige Übersicht von Veröffentlichungen auch in Zeitschriften und Sammelbänden sowie ein Verzeichnis der von ihr erstellten Reports für diverse Institutionen findet sich auf Bjørnholts Webseite.
- Pengene mot strømmen: alternative finansieringsorganisasjoner [Geld gegen den Strom: alternative Finanzinstitute]. Dissertation, Department of Sociology, University of Oslo, Oslo 1995, ISBN 82-570-0438-3 (margunnbjornholt.no [PDF]).
- mit Ailsa McKay (Hrsg.): Counting on Marilyn Waring. New Advances in Feminist Economics. Demeter Press, Bradford 2014, ISBN 978-1-927335-27-7 (google.co.uk).
- Modern Men: A Norwegian 30-Year Longitudinal Study of Intergenerational Transmission and Social Change (= Örebro Studies in Gender Research. Band 3). Örebro University, Örebro 2014, ISBN 978-91-7529-027-0 (margunnbjornholt.no [PDF]).
- mit Kristin Skjørten, Elisiv Bakketeig und Svein Mossige (Hrsg.): Vold i nære relasjoner: Forståelser, konsekvenser og tiltak [Gewalt in engen Beziehungen: Verständnis, Konsequenzen und Maßnahmen]. Universitetsforlaget, Oslo 2019, ISBN 978-82-15-03233-7 (idunn.no [PDF]).
- mit Lucas Gottzén und Floretta Boonzaier (Hrsg.): Men, Masculinities and Intimate Partner Violence. Routledge, London 2021, ISBN 978-0-367-23489-8.